# الجرشة (حريضة)

تعديل مصدري - تعديل

الجرشة هي إحدى قرى عزلة حريضة بمديرية حريضة التابعة لمحافظة حضرموت، بلغ تعداد سكانها 71 نسمة حسب تعداد اليمن لعام 2004.